# Pannes (Loiret)
Pannes település Franciaországban, Loiret megyében. Lakosainak száma 3719 fő (2022. január 1.). Pannes Corquilleroy, Châlette-sur-Loing, Chevillon-sur-Huillard, Gondreville, Saint-Maurice-sur-Fessard, Villemandeur és Villevoques községekkel határos.

## Népesség
A település népességének változása:
| Lakosok száma | 1462 | 2753 | 2861 | 3118 | 3628 | 3691 | 3698 | 3688 | 3694 | 3719 |
|               | 1968 | 1982 | 1990 | 2006 | 2013 | 2015 | 2017 | 2019 | 2020 | 2022 |